# Manuel Comneno Ducas
Manuel Comneno Ducas (en griego: Μανουήλ Κομνηνός Δούκας, Manouēl Komnēnos Doukas) (c. 1187 - c. 1241), a menudo incorrectamente llamado Manuel Ángelo (un nombre que nunca usó), fue gobernador de Tesalónica de 1230 a 1237 y de Tesalia de 1239 hasta su muerte en c. 1241.

## Vida
Manuel fue el hijo legítimo del sebastocrátor Juan Ducas. Él fue así un primo hermano del emperador Isaac II Ángelo y Alejo III Ángelo, y un hermano de Miguel I Comneno Ducas y Teodoro Comneno Ducas de Epiro. Probablemente después de 1225 o 1227 se le dio el título de déspota como a su hermano, Teodoro. Casi al mismo tiempo se casó, tal vez con su segunda esposa, María Asenina Comnena, la hija ilegítima de Iván Asen II de Bulgaria, lo que ayudó a cimentar la alianza de su hermano con este país.
Después de la derrota y captura de su hermano Teodoro por parte de los búlgaros en la Batalla de Klokotnitsa en 1230 a Manuel le fue permitido por Iván Asen II gobernar sobre Tesalónica y sus alrededores con el título de déspota. En un momento dado Manuel trató de establecer contactos con el Papado, pero en 1232 la larga ruptura con el Patriarcado Oriental en Nicea fue finalmente remediada.
Manuel gobernó pacíficamente hasta 1237, cuando su suegro viudo Iván Asen II se casó con Irene, la hija del cautivo Teodoro. En este punto, Teodoro y sus hijos fueron liberados del cautiverio y decidieron recuperar el gobierno de Tesalónica. Manuel no tuvo éxito en buscar el apoyo del príncipe Godofredo II de Villehardouin de Acaya, y se vio obligado a huir a Asia Menor.
Después de una temporada entre los selyúcidas de Rüm y en Nicea, Manuel regresó a Grecia con el apoyo niceno en 1239 y capturó varias fortalezas incluyendo Larisa y Farsalia del hijo de Teodoro Juan Comneno Ducas, estableciéndose como gobernante de Tesalia. Teodoro y Juan tuvieron que acceder a dividir las tierras de la familia. Cuando Manuel murió alrededor de 1241, el territorio pasó a manos de su otro sobrino, Miguel II Comneno Ducas de Epiro.

## Matrimonios y descendencia
Manuel se casó con la princesa serbia Jefimija Nemanjić, hermana de Esteban I Nemanjić. No hay información de que tuvieran hijos. Ella no debió vivir mucho, ya que él se volvió a casar en 1225 con la princesa búlgara  María, hija ilegítima de Ivan Asen II de Bulgaria, en un matrimonio acordado como parte de un pacto. 
Con su esposa María Asenina Comnena, Manuel pudo haber tenido al menos una hija llamada Helena:
- Helena Comnena Ducaina, que se casó con Guglielmo da Verona, triarca de Eubea.